# عنكبوت الأقباء طويل الجسد
عنكبوت الأقباء طويل الجسد (الاسم العلمي: Pholcus phalangioides) هوَ عنكبوت ضمن فصيلة قوسيات القوائم، ويُعرف أيضًا باسم عنكبوت الجمجمة؛ وذلك لأنَّ رأسه الصَدْري [الإنجليزية] يُشبه الجمجمة البشرية.
يبلغ طُول جسد الأُنثى حوالي 9 ملم وتكون الذُكور أصغر بقليل، كما يبلغ طول قوائمها حوالي 5 أو 6 أضعاف طول جسدها، وقد يصل طول القوائم إلى 7 سم في الإناث.
يُفضل عنكبوت الأقباء طويل الجسد العَيشَ على أسقف الغُرف أو الكهوف أو الأقبية أو المرائب. يُعتبر هذا النوع مُفيدًا في أجزاءٍ من العالم؛ لأنه يقتل ويأكل العناكب الأخرى، وخصوصًا الأنواع الخطيرة مثل العنكبوت أحمر الظهر والعنكبوت المتشرد.
عنكبوت الأقباء طويل الجسد هو نوع العناكب الوَحيد الذي وصفه عالم الحشرات السويسري يوهان كاسبار فوسلي، حيثُ سجله لأول مرة في عام 1775. غالبًا ما يحصل خَلط وذلك لأن اسم «الأب طويل القوائم» يُستعمل أيضًا مع مجموعتين مفصليتين مرتبطتين: الحصادات (وهي عنكبيات وليست رُتَيْلاوات) وأيضًا الطيثارية (وهي حشرة).

## الموطن
في الأصل، يقتصرُ هذا النوع على المناطق الأكثر دفئًا من غرب المنطقة القطبية الشمالية القديمة، وبمساعدة البَشر، فإنَّ هذا النوع أصبح مُنتشرًا في أجزاء كبيرة من العالم. لا يستطيع هذا النوع البقاء على قيد الحياة في الطقس البارد، وبالتالي يقتصر وجوده على المنازل الساخنة في بعض أجزاء نطاق تواجده.

## السلوك
لا يُعتبر عنكبوت الأقباء طويل الجسد عنيفًا، وخطُ دفاعه الأول هو هز شبكته بعنف عندَ إزعاجه، حيثُ يستخدمها كآلية ضد الحيوانات المُفترسة له. يُمكنه أن يلتقط ويأكل العناكب الأخرى بسهولة، حتى ذات الحجم الكبير، مثل عنكبوت المنزل العملاق، كما يأكل ويلتقط البعوض والحشرات الأخرى وقمل الخشب. عندما يكون الطعام نادرًا، فإنهُ قد يفترس الأفراد من نفس نوعه. الحركة والتعامل الخَشن قد يؤدي إلى فصل بعض أرجل العنكبوت.
تكون ذروة تَكاثر هذا النوع بين يونيو وسبتمبر. تحمل الأنثى حوالي 20 إلى 30 بيضة في لوامسها. العناكب الصغيرة شفافة وقصيرة القوائم، وتُغير جلدها حوالي 5 أو 6 مرات أثناء نضوجها.

## السم
حسب الأسطورة الحضرية فإنَّ قوسيات القوائم هي العناكب الأقوى سمًا (زعافًا) في العالم، ولكنها مع ذلك غير مؤذية للبشر؛ وذلك لأنَّ أنيابه قصيرة أو هشة بالتالي لا يمكنها اختراق جلد الإنسان، وهذا يُثبت أن الادعاءات حول سَم هذا العنكبوت غير صحيحة. أظهرت أبحاث حديثة أنَّ سمها له تأثيرٌ ضعيفٌ نسبيًا على الحشرات. في إحدى حلقات مدمرو الخرافات المُتعلقة بعنكبوت الأقباء طويل الجسد، تبين أنَّ أنياب العنكبوت (0.25 ملم) قد تخترق الجلد البشري (0.1 ملم)، ولكنه يكون شُعور حرق خفيف جدًا ولثوانٍ قليلة.

## معرض الصور
- قتال عنكبوت الأقباء طويل الجسد

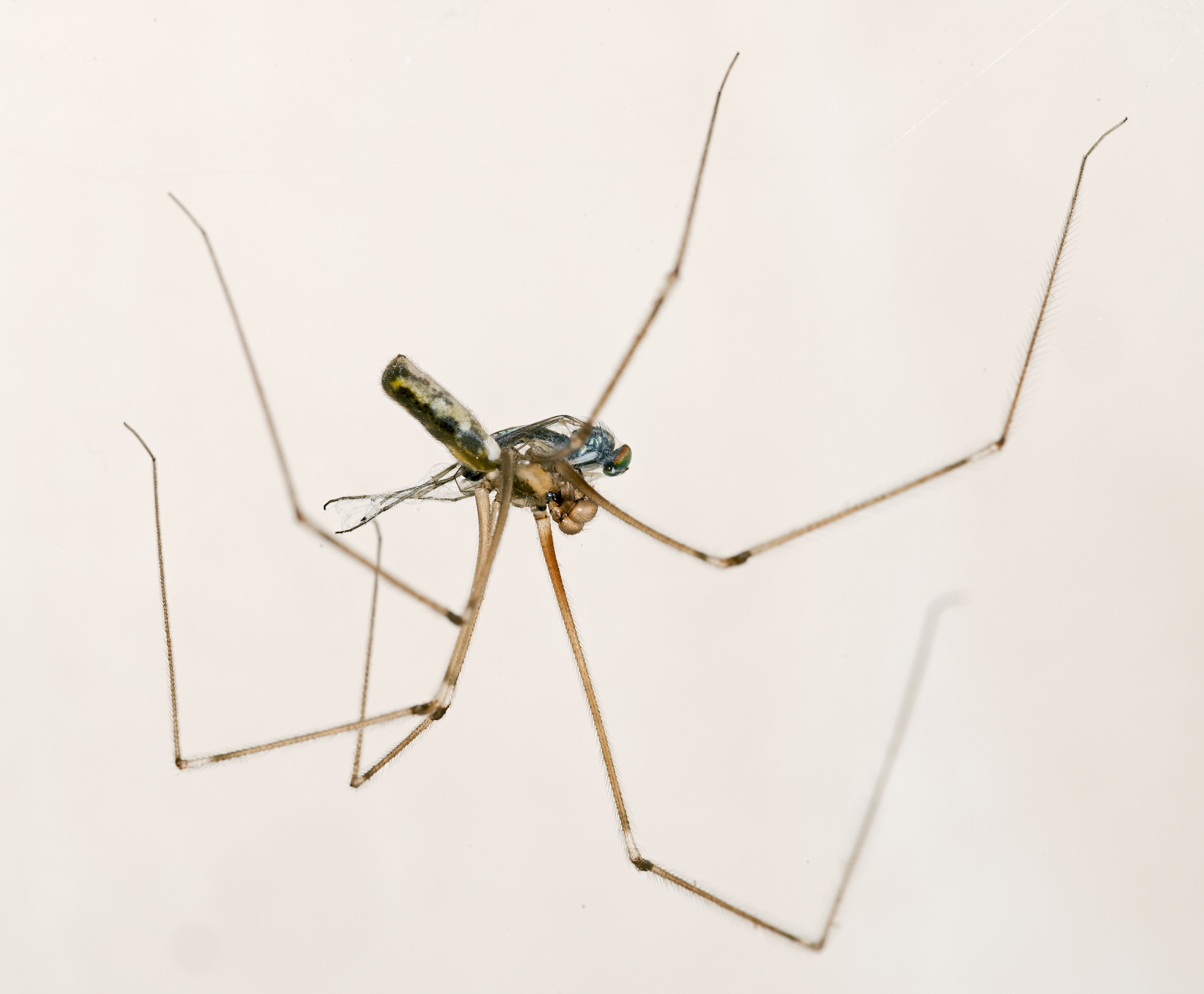
ذكر مع فريسة
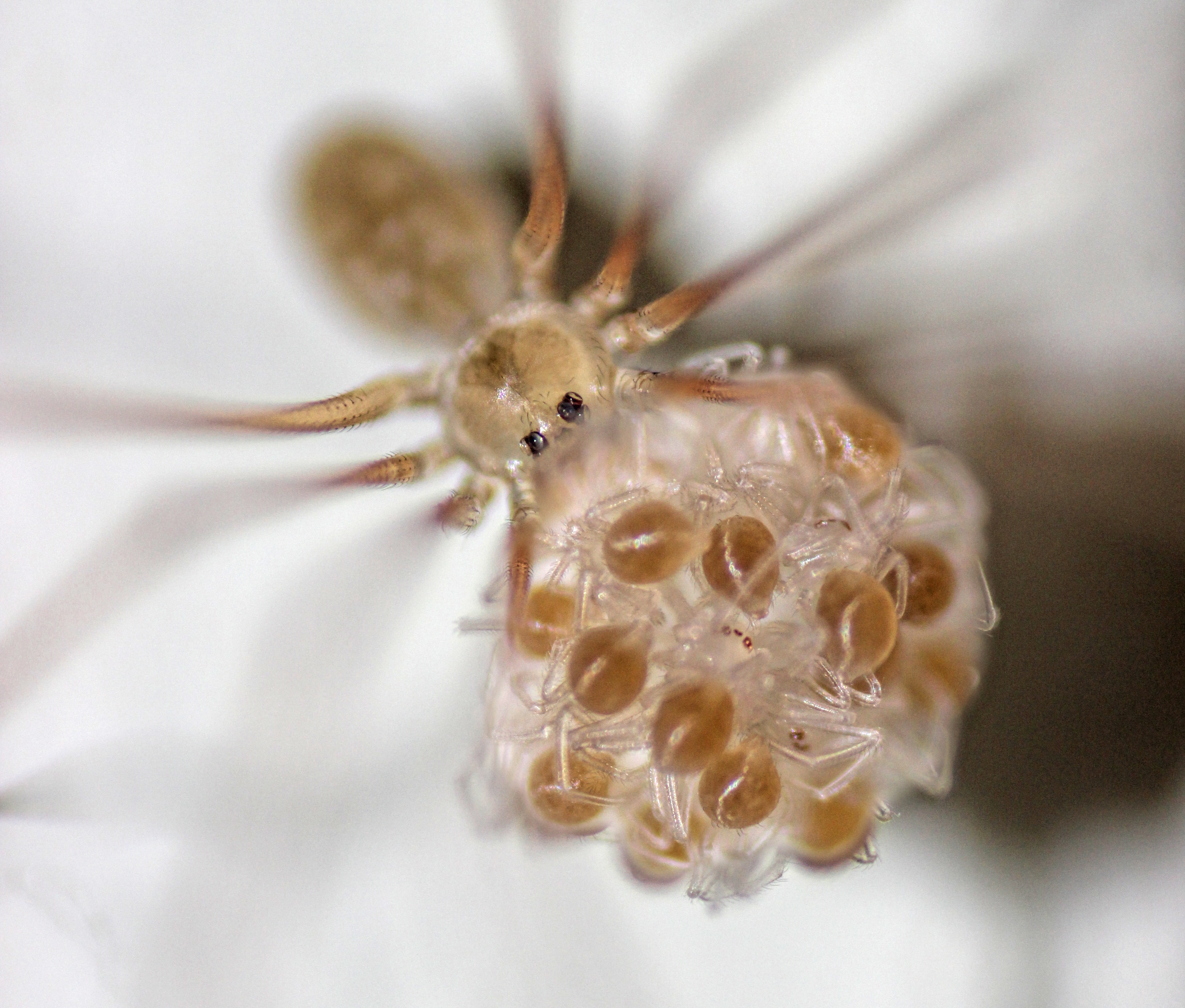
عنكبوت قبو يحمل صغاره
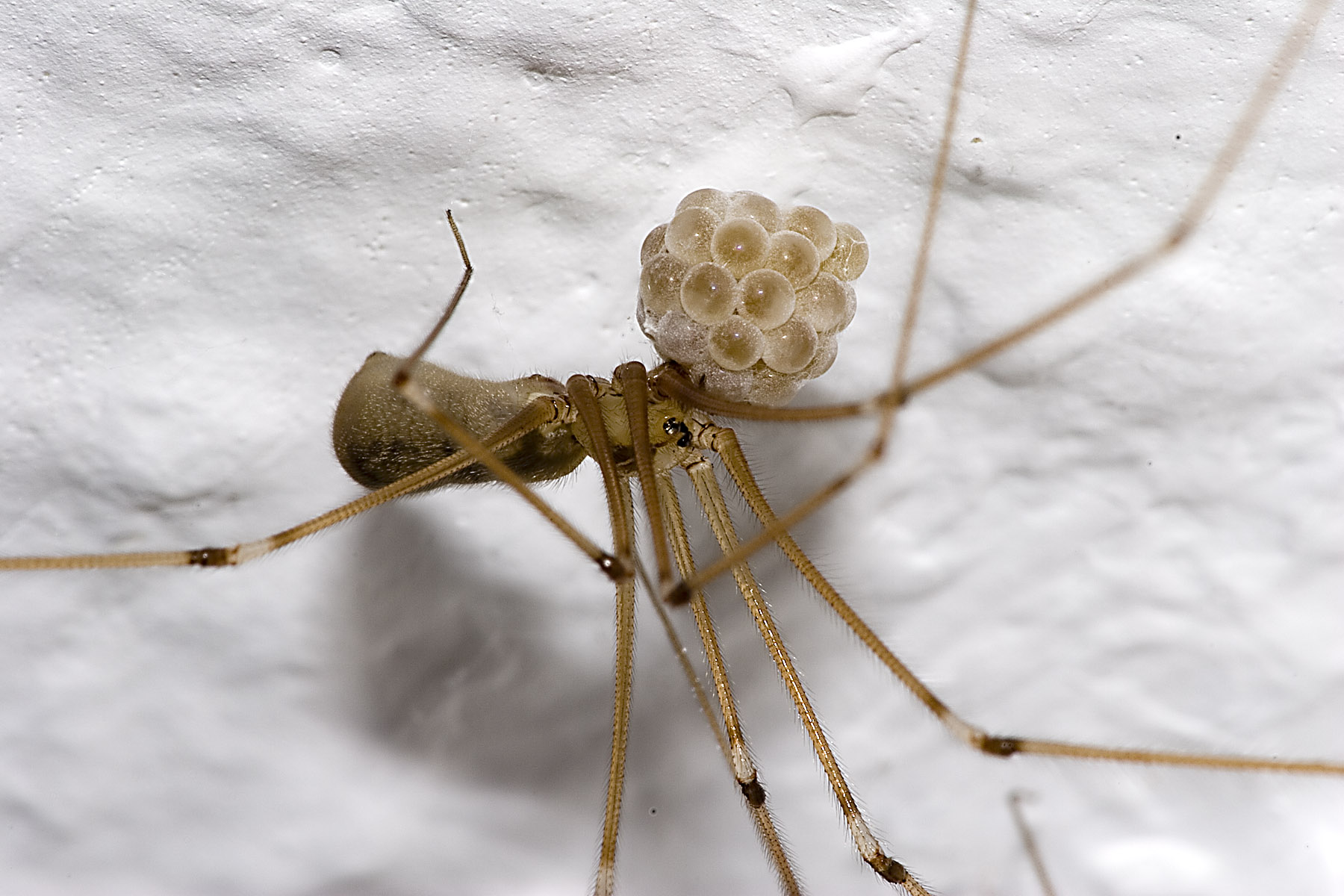
أنثى مع كيس البيض
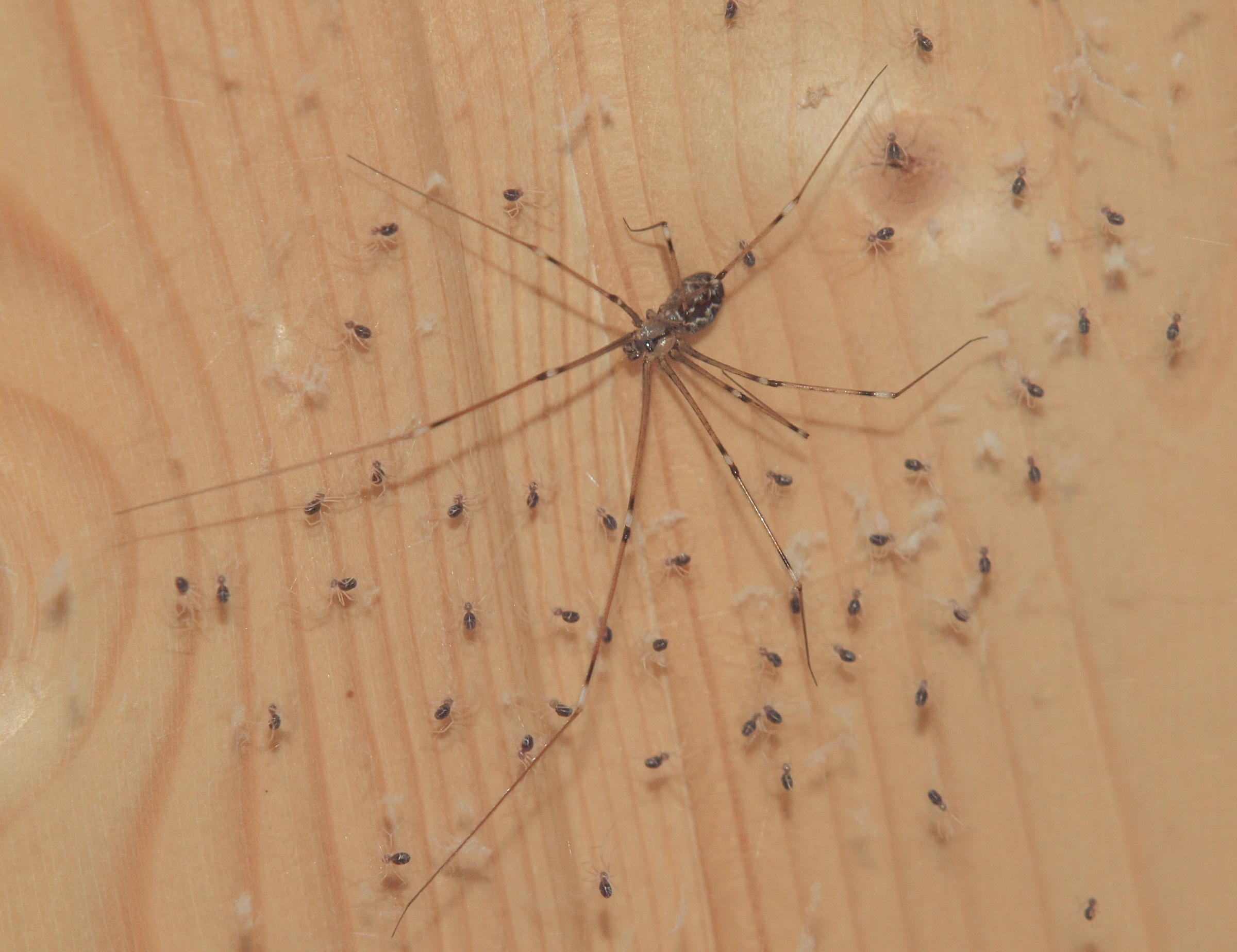
أنثى مع صغارها
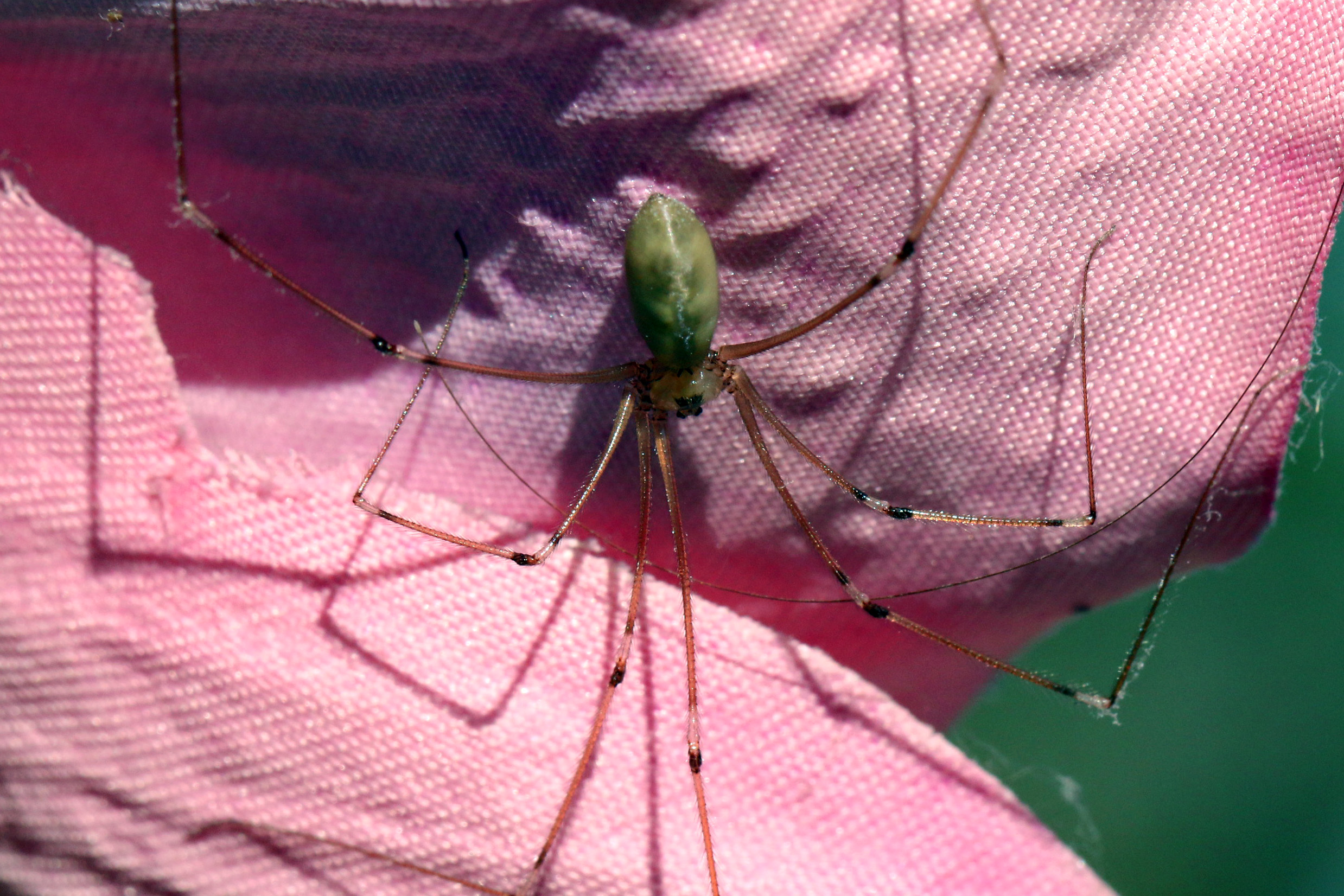
عنكبوت القبو في أكسفوردشير
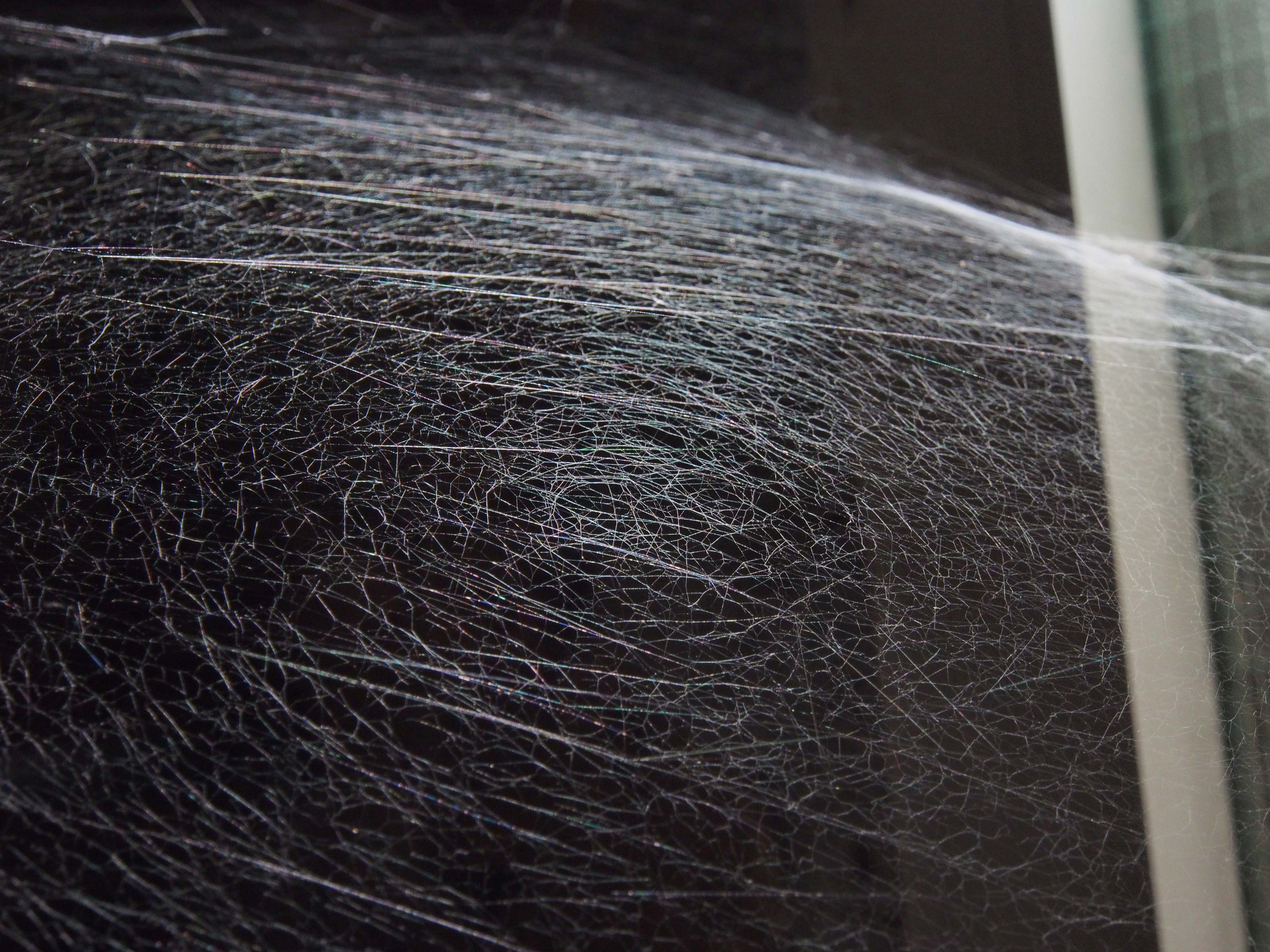
شبكة عنكبوت الأقباء طويل الجسد
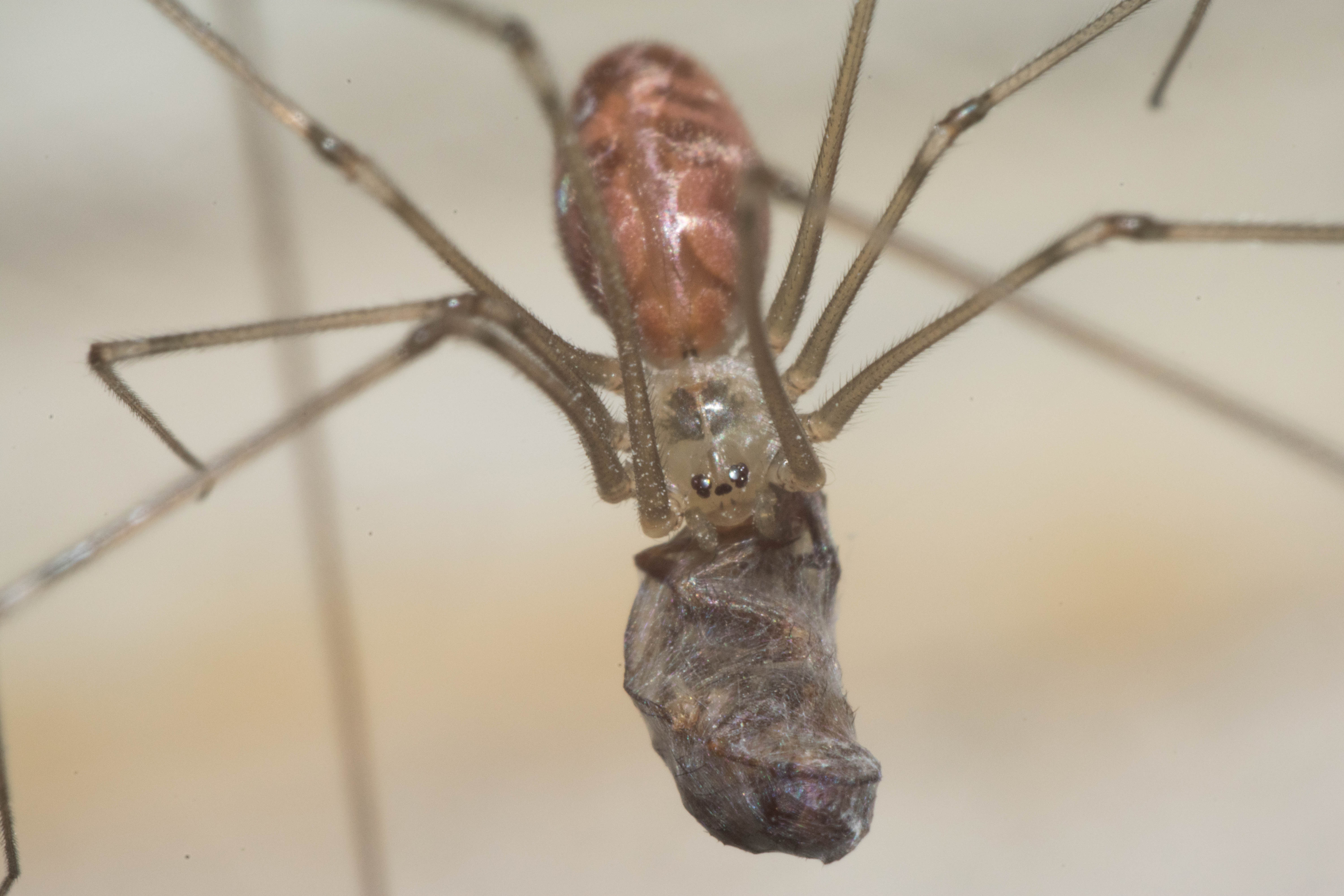
عنكبوت القبو يتغذى على نملة